# Guillaume Norbert
Vous lisez un « bon article » labellisé en 2016.
Pour les articles homonymes, voir Norbert.
Guillaume Norbert, né le 14 octobre 1980 à Châtenay-Malabry, est un footballeur français. Milieu de terrain polyvalent, son poste de prédilection est le flanc droit. En neuf saisons au niveau professionnel, il joue 119 matches.
Formé au Paris Saint-Germain puis à l'US Créteil, il quitte la France pour entrer au centre de formation du Arsenal FC où il se fait remarquer avant d'être freiné par de multiples blessures. Il revient en France, au Football Club Lorient, où il est prêté à l'US Créteil, faisant une saison pleine. Désirant recevoir plus de temps de jeu, il s'engage au SCO d'Angers, présidé par son père.
Après six mois convaincants, il est transféré au Football Club de Nantes. Il réalise quelques matchs mais est confronté, pendant plus de deux saisons, à des soucis physiques au niveau de son genou principalement. Après une saison marquée par d'autres blessures et un rôle de réserviste, il espère se relancer au Havre Athletic Club mais il n'y parvient pas, jouant plus souvent avec l'équipe réserve qu'avec l'équipe première.
Il continue de jouer au niveau amateur et en profite pour se reconvertir comme entraîneur. Il devient l'adjoint de Marco Simone, au FC Lausanne-Sport, qui ne reste que quelques mois à la tête de cette équipe, lors de la saison 2013-2014.

## Biographie

### Enfance et formation
Enfant, Guillaume Norbert désire pratiquer le basket-ball. Toutefois, son père, Patrick Norbert, l'inscrit également pour jouer au football. Le 19 juin 1989, il participe à la finale de la Coupe de France des Poussins, lever de rideau de la finale de la finale de la Coupe de France 1988-1989, où il affronte les jeunes joueurs de l'Olympique de Marseille au Parc des Princes. À la suite de ce match, il est pisté par le Paris Saint-Germain et entre au centre de formation du club de la capitale à l'âge de 11 ans.
Il joue quatre saisons avant de poursuivre son apprentissage au sein de l'Union sportive Créteil-Lusitanos, y passant une année,. Il a également l'occasion d'évoluer en équipe de France des moins de 16 ans. Repéré par l'Arsenal FC il quitte la France pour jouer chez les Gunners, en Angleterre, à l'âge de 16 ans,. Il étudie et passe son baccalauréat au lycée français Charles-de-Gaulle. Sa première année se passe bien, jouant avec les équipes de jeunes du club et signant un contrat professionnel dans la foulée. Il est nommé meilleur jeune des Gunners à la fin de cette saison. Blessé lors de sa deuxième saison, il s'entraîne ensuite avec l'équipe première d'Arsenal sans parvenir à jouer un match au haut niveau. Après trois années, dont deux compliquées du fait de multiples blessures, Arsène Wenger lui propose de prolonger son contrat d'une saison. Le joueur refuse cette offre et préfère accepter la proposition du Football Club de Lorient, promu en Division 1.

### Débuts au FC Lorient et prêt à l'US Créteil (2001-2004)
Guillaume Norbert signe un contrat professionnel de trois saisons avec le Football Club de Lorient, après un match amical contre l'Olympique de Marseille où il fait une bonne prestation. Il fait ses grands débuts chez les professionnels le 17 novembre 2001, contre l'Olympique lyonnais, où il est choisi comme titulaire par Ángel Marcos. Il réapparaît une nouvelle fois, deux semaines plus tard, toujours titulaire face au Football Club de Nantes. Malgré la défaite 2-1, le site fclorient.net écrit que le joueur « [prend] de l'assurance » et qu'il montre de belles choses sur le côté gauche, notamment avec ses débordements. Il est conservé dans le groupe pour le seizième de finale de la Coupe de la Ligue, face au FC Metz. Titulaire, le défenseur « a un peu baissé de rythme » et est remplacé par Loïc Druon qui inscrit le but de la qualification pour le tour suivant (5-4),. Après une entrée en jeu en Coupe de France, il ne fait plus aucune apparition lors de la suite de cet exercice, marqué par le remplacement de Marcos par Yvon Pouliquen. Pour Norbert, Pouliquen ne lui a « jamais fait confiance », regrettant le départ du technicien argentin.
Lors de l'inter-saison, il joue la deuxième mi-temps d'une rencontre amicale, le 13 juillet 2002, avec les Lorientais face au Stade rennais. Ensuite, il passe un essai de plusieurs semaines au sein de l'Union sportive Créteil-Lusitanos. Il rejoint ainsi son frère Ludwig ayant signé récemment pour ce club. Au début du mois d'août 2002, Le Parisien affirme que Guillaume « devrait être officiellement prêté dans les jours à venir. », ce qui sera officialisé dans les jours suivants. Il est sélectionné pour la première fois dans le groupe professionnel de Noël Tosi à l'occasion de la troisième journée de la saison 2002-2003, contre LB Châteauroux. À la mi-temps de cette rencontre, il remplace Alexandre Barbier et joue son premier match avec l'USCL. Il dispute son premier match comme titulaire, le 30 août 2002, sur le terrain du Clermont Foot 63, et offre le but de la victoire à son équipe d'« une frappe croisée à ras de terre ». Norbert inscrit le premier but de sa carrière professionnelle. Il devient titulaire et dispute la quasi-totalité des rencontres de la phase aller. Le 19 décembre 2002, contre le Stade Malherbe de Caen, il se fracture le nez et doit être remplacé après un peu plus d'une demi-heure de jeu par Antonio Tavares,,. Il rate la reprise de l'entraînement après les fêtes de Noël du fait de cette blessure. Il fait son retour à la compétition face au Grenoble Foot 38, le 22 janvier 2003 et termine la saison en alternant le terrain et le banc de touche. Il estime faire une bonne saison, qualifiant cet épisode cristolien de « bonne expérience ». Créteil termine dix-septième, à cinq points de la zone de relégation. Il revient à Lorient à l'issue de sa période de prêt « dans la plus grande discrétion ».
Norbert est de retour chez les Merlus avec la volonté de s'imposer au sein de l'équipe professionnelle. Néanmoins, pour son premier entraînement après son passage chez les Cristoliens, il se fait une entorse du genou. De plus, le joueur n'entre pas dans les plans de Christian Gourcuff. Il se fait aider par l'adjoint de l'entraîneur lorientais, Sylvain Ripoll, pour se rétablir. Il doit attendre le 6 octobre 2003, et la réception du Racing Besançon, pour fouler à nouveau une pelouse de haut niveau, et gagne sa place de titulaire comme arrière gauche. En plein milieu du mois de décembre 2003, il est laissé au repos avec David Bouard après une gastro-entérite,. Il joue tout de même la rencontre suivante, face au Chamois niortais, le 20 décembre 2003. Le 21 janvier 2004, il passe avec succès les exercices d'endurance de Gourcuff, se faisant même décerné « la palme du souffle » par Ouest-France. Un mois plus tard, il reçoit un carton rouge direct, en fin de match, contre l'US Créteil à la suite d'un mauvais tacle. Le Lorientais s'excuse ensuite pour ce geste « stupide », avouant qu'il « n'[aurait] jamais dû faire ça ». À la suite de ce carton, il est suspendu pour un match contre le SC Amiens. Le 25 février 2004, il se fait une entorse de la cheville avant la fin de l'entraînement et quitte prématurément ses coéquipiers. Il recommence à courir sans gêne le 8 mars 2004 et continue à travailler avec Ripoll. Norbert fait son retour sur les terrains, avec l'équipe réserve du FC Lorient, le 20 mars 2004 face au Sport union divaise, réalisant un « essai concluant » en CFA 2,. Christian Gourcuff l'appelle, pour la première fois depuis sa blessure, à l'occasion d'un match chez le FC Rouen au début du mois d'avril. Il ne joue pas et retrouve les terrains de la Ligue 2, le 24 avril 2004, contre Grenoble. Lors du match suivant, contre le Stade lavallois, il réalise une « excellente partie » selon Benoit Siohan du Télégramme. Pour Ouest-France, « le défenseur lorientais a prouvé qu'il avait retrouvé son meilleur niveau, en participant activement à l'animation du jeu sur le flanc droit ». Norbert termine la saison comme titulaire et Lorient prend la quatrième place à l'issue de cette saison 2003-2004.

### Passage rapide par Angers (2004)
Pendant la saison 2003-2004, Guillaume Norbert est supervisé, à de multiples reprises par le Football Club de Nantes. Il reçoit une proposition des Canaris, évoluant en Ligue 1, pour évoluer comme arrière gauche. L'Angers Sporting Club de l'Ouest, jouant en deuxième division et présidé par son père Patrick Norbert, désire aussi le recruter mais pour être aligné comme milieu droit, son poste de prédilection. Son père insiste beaucoup pour le faire venir. À la fin du mois de juin 2004, il s'engage finalement pour deux saisons avec le SCO d'Angers,. Avant de signer, le défenseur affirme qu'il a « longtemps pesé le pour et le contre », le FC Nantes voulait le faire jouer à un poste d'arrière alors qu'il est milieu droit. Il précise que « les couleurs du SCO sont un peu celles de la famille », son frère Ludwig étant présent dans les rangs du SCO. Il souligne également les « bons souvenirs » de ses deux saisons à Lorient, qualifiant Christian Gourcuff de « très humain ».
Lors des premiers jours d'août 2004, il est victime d'une douleur à une côte et déclaré comme incertain pour l'ouverture de la saison 2004-2005 contre Châteauroux. Cependant, il fait ses débuts sous le maillot angevin lors de cette rencontre, remplaçant Abdelkrime Aït-Kahma à la mi-temps. Une semaine après, il est titularisé face au Montpellier HSC. Le joueur s'accroche avec Bruno Carotti en deuxième mi-temps, ce qui entraîne le début d'une bagarre générale. Ces derniers écopent d'un carton jaune. Malgré cet incident, la combativité du joueur est saluée dans la presse régionale. Le 28 août 2004, contre Laval, il tente sa chance et égalise dans les dernières secondes du match, grâce à un lob trouvant la lucarne de Fabrice Catherine et permettant aux siens de revenir à 1-1,. Il reste un titulaire important au sein de cette équipe avant de se blesser au genou, contre Grenoble le 26 novembre 2004, lors d'un duel avec Kevin Hatchi. Il est remplacé, après une dizaine de minutes de jeu, par Bruce Inkango. Victime d'une entorse du genou accompagnée de torsions des ligaments internes et externes, son retour est prévu pour le début du mois de janvier 2005. À la mi-décembre 2004, il reprend doucement et effectue des séances de vélo. Noël Tosi espère que son joueur pourra être sur la feuille de match contre le Dijon FCO, prévu le 17 janvier 2005. Pendant cette période creuse, un journaliste d'Ouest-France cite Norbert et Jérôme Sonnerat comme les seuls points positifs d'un recrutement estival raté. À la fin de l'année, le joueur continue de travailler avec le kinésithérapeute du club et pense qu'il lui faut encore trois semaines avant de rejouer.
Toujours convalescent après la nouvelle année, il reprend la course de manière encourageante mais doit observer trois jours de repos en raison d'une douleur ayant suivi cette reprise. Il reprend les entraînements collectifs la semaine précédant une rencontre face au FC Lorient, le 28 janvier 2005.

### Malmené par les blessures au FC Nantes (2005-2008)
Le 31 janvier 2005, il rencontre Robert Budzynski, directeur sportif du Football Club de Nantes, et Serge Le Dizet, entraîneur de l'équipe, au Centre sportif José-Arribas et annonce son départ, à ses coéquipiers du SCO, le soir même. Alors que son retour sur les terrains est annoncé pour un déplacement à Nancy, Guillaume Norbert signe, le dernier jour de la période des transferts hivernaux, un contrat de deux ans et demi. Le joueur affirme qu'il devrait évoluer dans un registre défensif, sur le couloir droit. Toutefois, il admet que sa capacité à jouer à différents postes a intéressé le club nantais. L'entraîneur d'Angers Noël Tosi considère ce départ comme une « perte pour [eux] ». Le Dizet avoue que le profil de Norbert n'était pas vraiment ce qu'il recherchait mais qu'il est doté d'un « gros potentiel à un poste où l'on s'est déjà retrouvé orphelin de Frédéric Da Rocha ».
La semaine de son arrivée, il s'entraîne avec le préparateur physique Xavier Bernain. À la mi-février, il suit un entraînement individuel, l'éloignant du groupe professionnel. Si le retour du joueur dans le collectif est prévu pour le 22 février 2005, Le Dizet précise que sa nouvelle recrue n'est pas encore apte à jouer. Il recommence à s'entraîner avec le reste de l'équipe, le 23 février 2005. Après s'être remis de douleurs au niveau du genou gauche, il souffre de son pied gauche. Il doit attendre le 13 mars 2005 pour arrêter les soins et reprendre l'entraînement. Quelques jours plus tard, il joue avec l'équipe réserve, évoluant en CFA, face au FC Aurillac et effectue une bonne partie. Il fait ses premiers pas sous le maillot nantais lors d'un match amical, le 25 mars 2005, contre ses anciens coéquipiers de l'Angers SCO où il réalise une « prestation solide » et dispute son premier match officiel le 2 avril 2005, comme titulaire contre à l'AJ Auxerre. Il est titularisé à nouveau, face à l'Olympique lyonnais, et réalise un bon match, étant impliqué sur les deux buts nantais.
Les jours suivants cette rencontre, il est ménagé du fait de douleurs au niveau de son ménisque externe du genou droit,. Il se révèle que de l'eau est présent dans ce genou et Guillaume Norbert est mis au repos pour deux semaines. Finalement, il doit passer une arthroscopie et déclare forfait pour le reste de la saison. Le 18 juillet 2005, il passe une IRM où rien d'anormal n'est relevé. Néanmoins, le genou du joueur réagit mal au traitement et gonfle. Malgré l'espoir de retrouver le terrain, Norbert vit une saison 2005-2006 très difficile. Annoncé en phase de reprise à la fin du mois d'août et en début-novembre 2005, il reprend l'entraînement avec ses coéquipiers le 22 novembre 2005. Ce retour au vert  se passe mal car son genou gonfle à nouveau la semaine suivante. À la fin de l'année, il est invité à suivre un « programme adapté de retour à l'activité physique ». Il reprend la course au début du mois de février 2006 et l'entraînement collectif le 21 février 2006. Le lendemain, son genou gonfle une fois de plus, provoquant une rechute. Après plusieurs mois d'absence, il joue avec l'équipe réserve, en CFA, le 15 avril 2006 face à la réserve du Mans,. Titulaire, il se fait remplacer à la mi-temps par Fréjus Tchetgna. Alors qu'il est prévu qu'il joue une heure lors du prochain match de l'équipe B, des douleurs de compensation dans son genou droit l'obligent à passer une échographie.

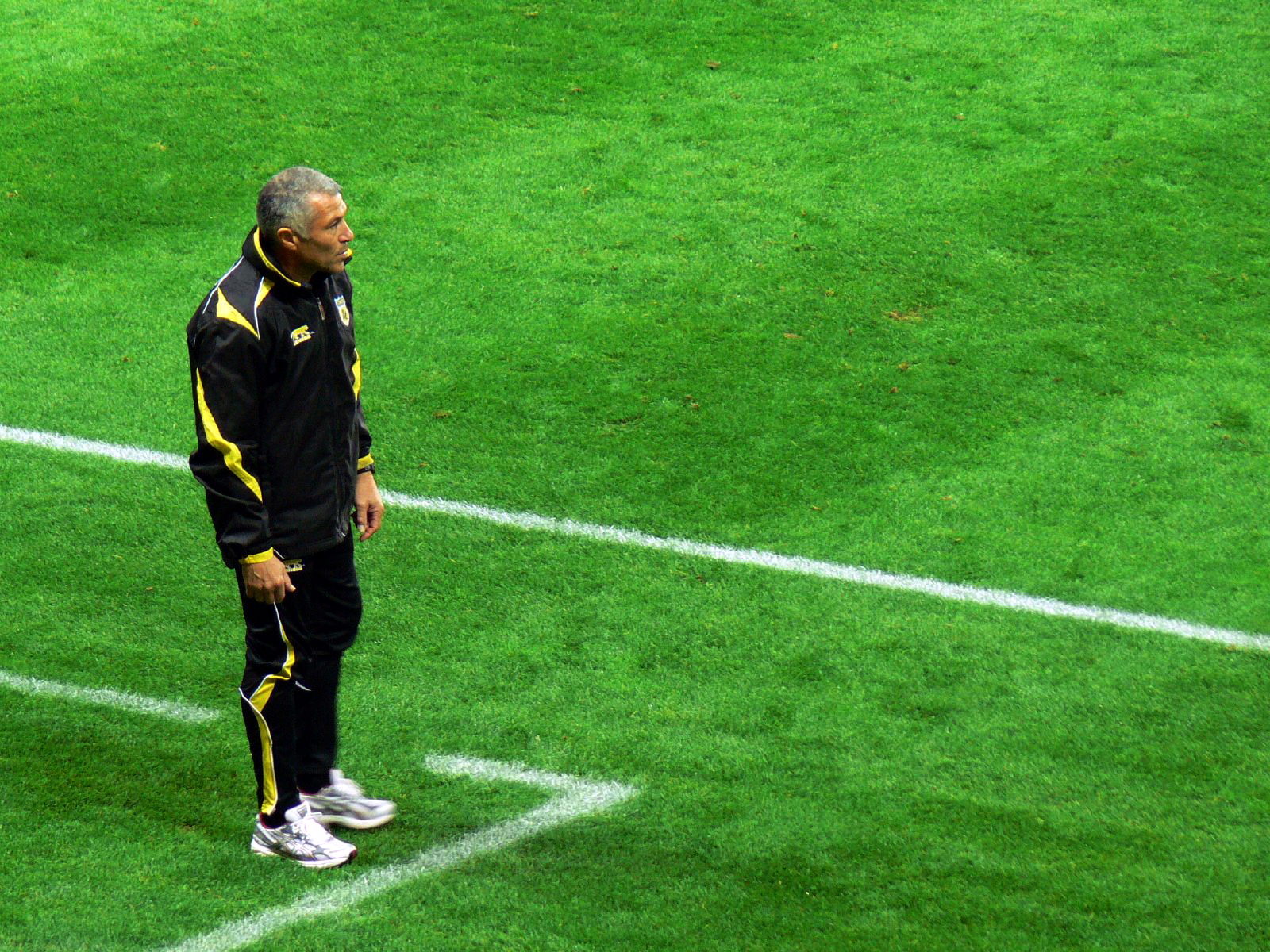
Georges Eo est l'entraîneur du FC Nantes, pendant quelques mois, lors de la saison 2006-2007.

Le joueur travaille pendant deux mois, avec Michel Der Zakarian, pour retrouver les terrains.  Il est placé alors dans le « Loft », occupé par des joueurs « indésirables et transférables ». Il est d'ailleurs placé sur la liste des transferts mais « [comprend] que les dirigeants, comme beaucoup d'autres personnes, se soient posé la question ». Il fait son retour officiel, sur une pelouse de Ligue 1, le 9 septembre 2006, contre le LOSC Lille, remplaçant Éric Cubilier. Avant ce match, il n'a disputé que quarante-trois minutes d'une rencontre de CFA. Néanmoins, son entrée en jeu est salué par la presse et les supporters canaris. Pour sa première titularisation depuis son retour, contre l'Olympique de Marseille le 24 septembre 2006, il inscrit le but de la victoire 2-1 pour les Nantais, profitant d'une frappe de Mamadou Diallo repoussé par le poteau, pour marquer. Georges Eo, l'entraîneur du FC Nantes, félicite Norbert pour ce match et lui accorde sa totale confiance. Au début du mois de novembre 2006, alors qu'il est suspendu pour un match, il subit quelques petits soucis physiques au niveau d'une cuisse ou encore d'un mollet,. Il revient face au Racing Club de Lens, le 19 novembre 2006, où il est titularisé, pour la première fois depuis son arrivée au club, comme milieu gauche, devant remplacer Dimitri Payet. En décembre 2006, il se blesse à la cheville gauche lors d'un entraînement et ne joue plus aucun match lors de l'année 2006.
Norbert va rejouer lors de la seconde partie de cette saison 2006-2007 mais de manière plus épisodique, ne jouant que six matchs pendant les quatre premiers mois de l'année 2007. Entre-temps, Eo est remplacé par le duo Michel Der Zakarian-Japhet N'Doram à la tête de l'équipe première. Au début d'avril 2007, il est victime d'une lésion à la cuisse droite et est écarté du groupe pour se soigner. En fin de contrat, il accepte une prolongation de deux ans, proposée par les dirigeants nantais. L'ancien lorientais se dit « très content » et affirme qu'il s'est « toujours bien senti ici ». Il en profite également pour dire qu'il restera à Nantes même en cas de descente en Ligue 2. Il joue les quatre derniers matchs de la saison comme titulaire. Nantes termine bon dernier de ce championnat et est relégué en deuxième division.
Norbert commence cette saison 2007-2008 comme remplaçant avant de souffrir d'une lésion au mollet. Alors qu'il n'est toujours pas réapparu dans un match professionnel, il souffre d'une gastro-entérite à la mi-octobre 2007. Le 3 décembre 2007, il entre en jeu contre le Montpellier HSC, à la place de Guillaume Moullec, avant de se faire remplacer à son tour par Faneva Andriatsima. Ce sera son dernier match en Ligue 1 avec Nantes. Dans les dernières heures du mercato hivernal, L'Équipe annonce un intérêt de l'AC Ajaccio pour le recruter mais qu'il « pourrait rejoindre » l'équipe de Coventry City, evoluant en deuxième division anglaise. Lors de cette période des transferts, il est approché par Jean-Marc Nobilo, entraîneur du Havre AC, mais aucun accord n'est conclu. Le joueur reste au club. Durant le mois de mars 2008, il se fait une entorse de la cheville et est mis au repos. Nantes prend la deuxième place de la Ligue 2 et retrouve l'élite du football français. Interrogé sur ses blessures, il répond qu'il était opérationnel sur cette dernière saison mais que « le coach (Michel Der Zakarian) ne [le] faisait pas jouer ».
Il n'est pas présent au stage du FC Nantes à Albertville à l'inter-saison. Le 1er juillet 2008, sa résiliation de contrat est annoncée après qu'un accord à l'amiable a été trouvé entre les dirigeants nantais et le joueur,. Norbert justifie ce choix par le fait qu'il ne rentre plus dans les plans de Nantes et qu'il ne veut pas refaire une saison difficile.

### Fin de carrière professionnelle au Havre (2008-2010)
Dès l'annonce de sa rupture de contrat, il est contacté par Le Havre AC et plus particulièrement Jean-Marc Nobilo, cherchant un milieu pour évoluer sur le flanc droit,. Le 3 juillet 2008, il signe un contrat de deux ans avec le HAC, promu en Ligue 1, devenant la cinquième recrue du club de l'inter-saison. Il retrouve Nobilo, entraîneur de l'équipe, qu'il a connu comme adjoint à Angers ou encore Maxime Baca, qui se sont rencontrés au centre de formation du Paris SG,.
Lors de la préparation de la saison 2008-2009, il se fait une entorse de la cheville gauche à la fin du mois de juillet 2008, et subit un programme individuel lors du mois d'août 2008. Il retrouve le groupe professionnel le 26 août 2008. Il est envoyé en équipe réserve, disputant le championnat de CFA, pour « peaufine[r] ses sensations ». Il doit attendre le 18 octobre 2008 pour disputer son premier match sous ses nouvelles couleurs, contre le FC Sochaux. Cependant, il reçoit un coup lors de cette rencontre sur la cheville droite et revient à l'entraînement le 3 novembre 2008. Il joue trois matchs sur la période novembre-décembre avant d'être mis sur la touche pour une nouvelle entorse de la cheville. Le milieu havrais retourne avec la réserve où il inscrit un but, lors d'un match de janvier 2009, contre le GSI Pontivy. Pendant ce temps, Nobilo est remplacé au poste d'entraîneur par Frédéric Hantz. Après plusieurs semaines d'absence, Norbert revient en équipe première au moment où Le Havre est confronté à plusieurs blessures au sein de son effectif. Il est titularisé face au Paris SG, le 19 avril 2009, jouant son premier match professionnel depuis quatre mois et demi. Pris de crampes, il demande son remplacement à l'heure de jeu. Il joue les trois matchs suivants avant de ne plus apparaître, de la saison, sur une pelouse de l'élite. Le Havre termine dernier de cet exercice et est relégué en Ligue 2 à l'issue de cette saison. Si Norbert ne joue que dix matchs avec l'équipe première, il est aligné à quinze reprises en CFA et inscrit un but sur le championnat 2008-2009.
Au début de la saison 2009-2010, Norbert est souvent laissé à disposition de la réserve. Jérémy Henin étant suspendu, il est appelé comme titulaire au poste de défenseur droit face au Nîmes Olympique, le 11 septembre 2009. Ce match est son dernier au niveau professionnel ainsi qu'avec les ciels et marines. L'entraîneur Cédric Daury évoque son cas dans la presse, au début du mois d'avril 2010, et affirme que « [Norbert] n'a pas eu la réussite de faire partie de la bonne dynamique ». En juin 2010, le contrat du joueur expire et il est libéré par le HAC. Pour sa dernière saison, il totalise un match de Ligue 2 et douze rencontres et un but en CFA.

### Fin de carrière de joueur et continuité dans le milieu amateur (2010-2019)
Après la saison 2009-2010, Norbert participe aux stages de l'Union nationale des footballeurs professionnels pour les joueurs-chômeurs. Au mois d'août 2010, une rumeur annonce l’intérêt du club amateur du Racing Port du Havre pour Norbert ainsi que Jean-Michel Lesage. Le président de cette équipe, Michel Catelain, dément l'arrivée de ces deux joueurs, affirmant qu'il est impossible de les accueillir d'un point de vue financier. Toutefois, le RCPH est prêt à les recevoir s'ils « ont envie de continuer à jouer pour le plaisir avec [eux] ». Suivant sa libération du Havre, il fait un essai au Charlton Athletic au bout duquel le club lui propose un contrat. Il décide de ne pas donner suite, pensant trouver une meilleure opportunité et des agents de joueurs lui annoncent également de meilleures offres à venir. Néanmoins, il ne reçoit aucune sollicitation et regrette, en mai 2011, de ne pas avoir signé pour l'équipe anglaise. À côté de cela, il aide son épouse à ouvrir une ligne de vêtements biologiques, baptisée G'nezy, et effectue plusieurs allers-retours en Inde, lieu de fabrication de ses produits.
Au début du mois de novembre 2010, il s'engage avec l'Union sportive montagnarde, en CFA 2, pour évoluer au milieu de terrain. Toutefois, en janvier 2011, il est mis à l'essai par le FC Istres, en Ligue 2. Mais l'ancien nantais quitte le groupe en raison d'un décès dans sa famille. Il est remis à l'essai par les Istréens à la fin du mois de janvier mais il n'est pas conservé au sein de l'effectif. Le président Francis Collado reconnaît « beaucoup de qualités » au joueur mais désire signer quelqu'un de disponible, Guillaume Norbert n'ayant pas joué depuis six mois selon lui.
En septembre 2011, son fils Grégory prend une licence au CS Honfleur, en ligue régional, et il commence à l'entraîner avec les U7. Il accepte de prendre une licence pour jouer avec l'équipe première et revoit, lors d'une rencontre, l'ancien professionnel Sébastien Mazure. Lors de cette année, il passe ses diplômes d'entraîneur et notamment son premier module. Il espère décrocher son BE1 au mois de février 2012. Il quitte Honfleur après une saison. Au début de l'année 2013, il prend une licence à l'AS Trouville-Deauville, récemment relégué en Division Honneur. Il continue de passer ses diplômes et passe son Diplôme d'Entraîneur Professionnel de Football (DEPF) à Clairefontaine.
En février 2013, il travaille dans une société immobilière gérée par son père et qu'il désire devenir entraîneur à domicile. Au mois de novembre 2013, Marco Simone est nommé directeur technique du FC Lausanne-Sport, en grande difficulté en Super League suisse,. Comme Simone n'a pas encore le niveau de diplôme nécessaire pour officier à ce niveau, c'est Henri Atamaniuk qui est choisi pour être l'entraîneur prête-nom de l'ancien joueur italien. Guillaume Norbert est également choisi par Simone pour être son entraîneur assistant,,, les deux hommes s’étant connus alors qu’ils passaient leurs papiers d’entraîneur. Lausanne termine dernier du championnat et est relégué en deuxième division. Marco Simone démissionne de son poste dès la fin de saison.
En février 2018, Norbert est nommé directeur sportif du Racing Colombes, évoluant en National 3, par son père qui prend la présidence du club,. Patrick Norbert veut que Guillaume soit le lien principal entre la direction et les différents entraîneurs de l'association. Ce dernier devient alors proche de l'équipe première dirigée par Abdallah Mourine et les relations se tendent entre l'entraîneur principal et les Norbert vers la fin de l'année 2018. Mourine déclare, lors d'une interview, que le 1er décembre 2018 à la mi-temps d'une rencontre face au FC Gobelins, Guillaume Norbert lui demande « sans le dire » de sortir l'un de ses joueurs, perturbant le technicien, parlant également d'un climat « malsain ». Abdallah Mourine est remercié, peu de temps après l'épisode des Gobelins, par Patrick Norbert alors que le Racing Colombes est deuxième de sa poule de N3. Le président dément les propos de son ancien salarié et rejette les accusations d'ingérence, évoquant simplement des conseils de la part des responsables et un entraîneur voulant « être à la tête de son équipe avec tous les pouvoirs entre les mains ». Guillaume assure l'intérim pendant un mois.

### Première expérience comme entraîneur au Racing Colombes (depuis 2019)
Quelques jours après la nouvelle année 2019, Emmanuel Trégoat, ancien sélectionneur de l'équipe nationale du Tchad, est nommé entraîneur. Guillaume Norbert intègre alors le staff technique de l'homme de tête en devenant son adjoint. Cependant, l'objectif de montée à l'issue de la saison n'est pas atteint par la nouvelle équipe, le Racing terminant quatrième de son championnat. Trégoat quitte l'association et l'ancien nantais est pressenti pour prendre sa succession tout comme Stéphane Boulila, contacté après son départ de l'AF Bobigny. Finalement, Guillaume est désigné entraîneur pour la saison 2019-2020 et s'entoure d'un staff composé de Serge Adien, de l'entraîneur des gardiens Olivier Falentin et des intendants Alioune Diatta et Thomas Pansart.

## Statistiques
| Saison                | Club                  | Championnat           | Championnat | Championnat | Coupe nationale | Coupe nationale | Coupe de la Ligue | Coupe de la Ligue | Total | Total |
| Saison                | Club                  | Division              | M.          | B.          | M.              | B.              | M.                | B.                | M.    | B.    |
| 2001-2002             | FC Lorient            | Division 1            | 2           | -           | 1               | -               | 1                 | -                 | 4     | 0     |
| 2002-2003             | US Créteil (prêt)     | Ligue 2               | 28          | 1           | 1               | -               | 3                 | -                 | 32    | 1     |
| 2003-2004             | FC Lorient            | Ligue 2               | 20          | -           | 1               | 1               | 1                 | -                 | 22    | 1     |
| 2004-2005             | SCO Angers            | Ligue 2               | 16          | 1           | 2               | -               | 1                 | 1                 | 19    | 2     |
| 2004-2005             | FC Nantes             | Ligue 1               | 2           | -           | -               | -               | -                 | -                 | 2     | 0     |
| 2005-2006             | FC Nantes             | Ligue 1               | -           | -           | -               | -               | -                 | -                 | 0     | 0     |
| 2006-2007             | FC Nantes             | Ligue 1               | 19          | 1           | 2               | -               | 1                 | -                 | 22    | 1     |
| 2007-2008             | FC Nantes             | Ligue 2               | 3           | -           | 3               | -               | -                 | -                 | 6     | 0     |
| 2008-2009             | Le Havre AC           | Ligue 1               | 8           | -           | 1               | -               | 1                 | -                 | 10    | 0     |
| 2009-2010             | Le Havre AC           | Ligue 2               | 1           | -           | -               | -               | -                 | -                 | 1     | 0     |
| Total sur la carrière | Total sur la carrière | Total sur la carrière | 99          | 3           | 11              | 1               | 8                 | 1                 | 118   | 5     |

## Image publique
Georges Eo, qui le supervise pour le Football Club de Nantes au moment de son passage à Lorient, évoque la vitalité et la puissance de Norbert, le comparant légèrement à Jérémy Toulalan. Lors de son arrivée à Nantes, Serge Le Dizet vante son nouveau joueur, déclarant qu'« il élimine, percute et sait être présent dans le repli », sans oublier de souligner « un super esprit ».

## Vie privée
Lors de sa période d'inactivité pendant la saison 2005-2006, Guillaume Norbert se marie avec Farida Mellah et devient père d'un garçon, Morgan,.
Il est un grand amateur de théâtre et de pièces contemporaines plus précisément. Il joue du piano et est défini comme un mélomane ainsi qu'un compositeur amateur. Il se déclare fan de Zinédine Zidane et de David Beckham.